# Opuntia triacantha
Opuntia triacantha ist eine Pflanzenart in der Gattung der Opuntien (Opuntia) aus der Familie der Kakteengewächse (Cactaceae). Das Artepitheton triacantha leitet sich von den griechischen Worten tri für ‚drei‘ sowie akanthos für ‚Dorn‘ ab.

## Beschreibung
Opuntia triacantha wächst niedrig strauchig mit mehreren spreizklimmenden bis halb aufrechten, stark bedornten Zweigen. Die hellgrünen, glatten, länglichen ovalen bis länglichen Triebabschnitte, von denen einige leicht abfallen, sind 4 bis 8 Zentimeter lang. Die meist drei anfangs weißen und später gelblichen Dornen sind bis zu 4 Zentimeter lang.
Die bräunlich gelben bis cremefarbenen Blüten werden im Alter rötlich und erreichen einen Durchmesser von bis zu 5 Zentimeter. Die unbedornten roten Früchte sind bis zu 2,5 Zentimeter lang.

## Verbreitung, Systematik und Gefährdung
Opuntia triacantha ist auf Puerto Rico und den Kleinen Antillen verbreitet.
Die Erstbeschreibung als Cactus triacanthos durch Carl Ludwig Willdenow wurde 1814 veröffentlicht. Robert Sweet stellte die Art 1826 in die Gattung Opuntia.
In der Roten Liste gefährdeter Arten der IUCN wird die Art als „Near Threatened (NT)“, d. h. gering gefährdet geführt. Die zukünftige Entwicklung der Populationen ist unbekannt.

## Nachweise